# فهرست نامزدهای حزب دموکرات در انتخابات ریاست‌جمهوری ایالات متحده آمریکا
انتخابات سال ۱۸۲۸ آندرو جکسون (برنده)
انتخابات سال ۱۸۳۲ آندرو جکسون (برنده)
انتخابات سال ۱۸۳۶ مارتین ون بورن (برنده)
انتخابات سال ۱۸۴۰ مارتین وان بورن (بازنده)
انتخابات سال ۱۸۴۴ جیمز ناکس پولک (برنده)
انتخابات سال ۱۸۴۸ لوئیس کاس (بازنده)
انتخابات سال ۱۸۵۲ فرانکلین پیرس (برنده)
انتخابات سال ۱۸۵۶ جیمز بوکانان (برنده)
انتخابات سال ۱۸۶۰ استفان آرنولد داگلاس – منطقه شمال (بازنده)
انتخابات سال ۱۸۶۰ جان کابل برکینگبریج – منطقه جنوب (بازنده)
انتخابات سال ۱۸۶۴ جورج برینتون مک کللان (بازنده)
انتخابات سال ۱۸۶۸ هورتیو سیمور (بازنده)
انتخابات سال ۱۸۷۲ هوراسی گریلی (بازنده)
انتخابات سال ۱۸۷۶ ساموئل جونز تیلدن (بازنده)
انتخابات سال ۱۸۸۰ وینفیلد اسکات هنکوک (بازنده)
انتخابات سال ۱۸۸۴ استیفن گراور کلیولند (برنده)
انتخابات سال ۱۸۸۸ استفان گروور کلیولند (بازنده)
انتخابات سال ۱۸۹۲ استفان گروور کلیولند (برنده)
انتخابات سال ۱۸۹۶ ویلیام جینگینز برایان (بازنده)
انتخابات سال ۱۹۰۰ ویلیام جینگینز برایان (بازنده)
انتخابات سال ۱۹۰۴ آلتون بروکس پارکر (بازنده)
انتخابات سال ۱۹۰۸ ویلیام جینگیز برایان (بازنده)
انتخابات سال ۱۹۱۲ توماس وودرو ویلسون (برنده)
انتخابات سال ۱۹۱۶ توماس وودرو ویلسون (برنده)
انتخابات سال ۱۹۲۰ جیمز میدلتون کاکس (بازنده)
انتخابات سال ۱۹۲۴ جان ویلیام دیویس (بازنده)
انتخابات سال ۱۹۲۸ آلفرد امانوئل اسمیت (بازنده)
انتخابات سال ۱۹۳۲ فرانکلین روزولت (برنده)
انتخابات سال ۱۹۳۶ فرانکلین روزولت (برنده)
انتخابات سال ۱۹۴۰ فرانکلین روزولت (برنده)
انتخابات سال ۱۹۴۴ فرانکلین روزولت (برنده)
انتخابات سال ۱۹۴۸ هری اس ترومن (برنده)
انتخابات سال ۱۹۵۲ ادلای لوینگ استیونسون (بازنده)
انتخابات سال ۱۹۵۶ ادلای لوینگ استیونسون (بازنده)
انتخابات سال ۱۹۶۰ جان کندی (برنده)
انتخابات سال ۱۹۶۴ لیندون بنیز جانسون (برنده)
انتخابات سال ۱۹۶۸ هربرت همفری (بازنده)
انتخابات سال ۱۹۷۲ جرج مک گاورن (بازنده)
انتخابات سال ۱۹۷۶ جیمی کارتر (برنده)
انتخابات سال ۱۹۸۰ جیمی کارتر (بازنده)
انتخابات سال ۱۹۸۴ والتر ماندیل (بازنده)
انتخابات سال ۱۹۸۸ مایکل دوکاکیس (بازنده)
انتخابات سال ۱۹۹۲ بیل کلینتون (برنده)
انتخابات سال ۱۹۹۶ بیل کلینتون (برنده)
انتخابات سال ۲۰۰۰ ال گور (بازنده)
انتخابات سال ۲۰۰۴ جان کری (بازنده)
انتخابات سال ۲۰۰۸ باراک اوباما (برنده)
انتخابات سال ۲۰۱۲ باراک اوباما (برنده)
انتخابات سال ۲۰۱۶ هیلاری کلینتون (بازنده)
انتخابات سال ۲۰۲۰ جو بایدن